# Matthew Breeze

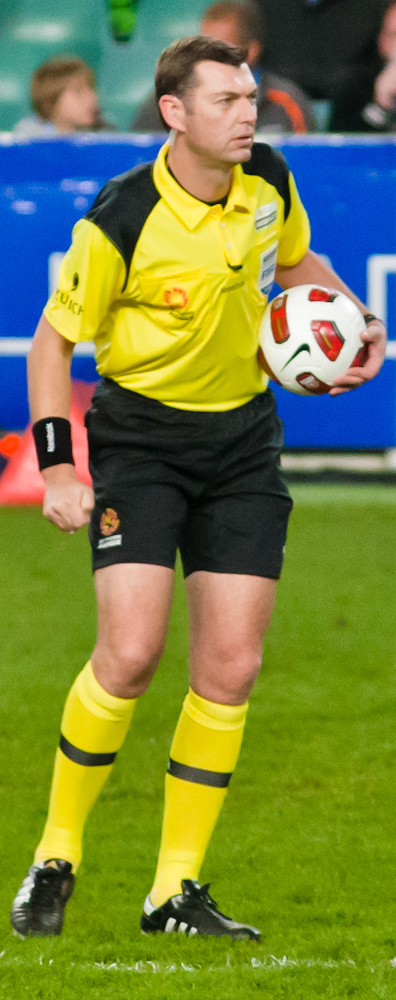
Matthew Breeze (2010)

Matthew Christopher Breeze (Sydney, 10 juni 1972) is een Australische voetbalscheidsrechter. Daarnaast is hij ook politieagent en woont in Como, New South Wales.. Sinds 2001 fluit hij op mondiaal niveau in dienst van de FIFA, De OFC en de AFC. Hij was een van de leidsmannen tijdens de FIFA Confederations Cup 2005 en was samen met Mark Shield een van de leidsmannen tijdens de Azië Cup 2007